# 斯特蘭 (密蘇里州)
斯特蘭（英語：Strain）是位於美國密蘇里州富蘭克林縣的非建制地區。

## 歷史
斯特蘭的郵局於1903年設立，其後於1910年停運。

## 地理
斯特蘭所處的海拔為高於海平面243米（即797英呎），而該地所採用的時區為UTC-6，即北美中部時區（CST）。同時該地設有夏令時間，為UTC-6調快一小時，即UTC-5（CDT）。